# 入倉孝次郎
入倉 孝次郎（いりくら こうじろう、1940年8月22日 - ）は、日本の地震学者・地球科学者。京都大学名誉教授。理学博士（京都大学・論文博士・1983年）。山梨県出身の両親が移住後、中華民国青島市にて生まれた。
小さな地震で観測された地震波の記録を用いて大地震の際の揺れを数値計算により再現する経験的グリーン関数法を開発した。将来の大地震の揺れを予測するための「強震動予測レシピ」（入倉レシピ）を考案し、政府や地方自治体などにおけるハザードマップ作成で活用されている。

## 略歴

### 学歴
- 1959年3月 栃木県立栃木高等学校卒業
- 1963年3月 京都大学理学部物理学科卒業
- 1968年3月 京都大学大学院理学研究科地球物理学専攻博士課程中退
- 1983年9月 理学博士（京都大学）（学位論文 「Semi-empirical estimation of strong ground motions during large earthquakes（半実験的手法による大地震時の強震動の推定）」）

### 職歴
- 1968年4月 京都大学防災研究所助手（地震動研究部門 1996年 地震災害研究部門強震動地震学分野に改称）
- 1973年5月 京都大学防災研究所助教授
- 1988年8月 京都大学防災研究所教授
- 2001年5月 京都大学防災研究所所長（2003年4月まで）
- 2003年12月 京都大学総長補佐（2004年3月まで）
- 2004年3月 京都大学定年退職
- 2004年4月 京都大学名誉教授
- 2004年4月 京都大学理事・副学長（2005年9月）
- 2005年10月 愛知工業大学地域防災研究センター客員教授

#### 兼職
- 1984年8月 南カリフォルニア大学客員教授（1986年1月まで）
- 1989年4月 ミラノ工科大学客員教授（5月まで）
- 1990年12月 メキシコ国立防災センターJICA長期派遣専門家（1991年12月まで）

#### 学外における役職
- 日本学術会議地球物理学研究連絡委員会委員長（2000年9月-2003年9月）
- 日本学術会議会員（第18期、第20期）
- 日本地震学会会長
- 日本地震工学会会長（2004年）
- 日本活断層学会副会長（2007年）
- 日本学術会議地球惑星科学委員長
- 中央防災会議専門委員
- 文部科学省地震調査研究推進本部地震調査委員会委員・強震動評価部会部会長
- 科学技術・学術審議会測地学分科会臨時委員
- 原子力安全委員会専門委員

## 受賞歴
- 2003年にスロバキア学士院より地震学100年記念メダル
- 2004年に文部科学大臣より研究功績者表彰
- 2006年に内閣府より防災功労者防災担当大臣表彰
- 2007年に経済産業省より原子力安全功労者表彰
- 2008年に安全功労者内閣総理大臣表彰、防災功労者内閣総理大臣表彰
- 2011年にCOSMOS/EERI/SSAよりBruce A. Balt Medal受賞
- 2019年春の叙勲で瑞宝中綬章を受章[1][2]。
- 2021年に日本地震学会賞を「強震動予測手法の開発と展開」の業績にて授賞[3]。

## 著書
- 京都大学防災研究所編 『巨大地震の予知と防災』 創元社、1996、ISBN 4-422-40016-9。
- 第15回「大学と科学」公開シンポジウム組織委員会編 『ここまでわかった都市直下地震』 クバプロ、2001、ISBN 4-87805-006-3。
- 京都大学防災研究所編集 『防災学ハンドブック』 朝倉書店、2001、ISBN 4-254-26012-1。
- 京都大学防災研究所編 『防災学講座2 地震災害論』 山海堂、2003、ISBN 4-381-01439-1。